# No Fate
Singles de Scooter
The Age of Love
(1997) How Much Is the Fish?
(1998)
No Fate est une chanson de Scooter extraite de la compilation Rough and Tough and Dangerous et sortie en décembre 1997. La chanson reprend le titre No Fate de Zyon,.

## Liste des pistes
| 1. | No Fate (Single Mix)     | 3:38 |
| 2. | No Fate (Full Length)    | 6:24 |
| 3. | No Fate (R.O.O.S. Mix 1) | 7:30 |
| 4. | No Fate (R.O.O.S. Mix 2) | 7:44 |
| 5. | No Fate (Trance Mix)     | 7:04 |

## Classements

### Classements hebdomadaires
| Classement (1995)                  | Meilleure position |
| ---------------------------------- | ------------------ |
| Allemagne (Media Control AG)       | 39                 |
| Autriche (Ö3 Austria Top 40)       | 36                 |
| Finlande (Suomen virallinen lista) | 2                  |
| Suède (Sverigetopplistan)          | 35                 |